# Đức Lạng
Đức Lạng là một xã thuộc huyện Đức Thọ, tỉnh Hà Tĩnh, Việt Nam.
Xã Đức Lạng có diện tích 14,86 km², dân số năm 1999 là 3277 người, mật độ dân số đạt 221 người/km².
- Đức Lạng là có địa hình bán sơn, trước sông sau núi. Muốn lên Đức Lạng từ Thị trấn Đức Thọ đến cầu kênh theo tỉnh lộ 5 qua các xã Đức Long, Đức Lạc, Đức Đồng rồi đến Đức Lạng.
- Đức Lạng có các thôn: Hà Cát, Vĩnh Yên, Minh Quang, Đồng Quang, Sơn Quang...các thôn phát triển như Hà Cát, Minh Quang. Hà Cát là thôn có số học sinh đậu đại học, cao đẳng cao nhất từng năm của xã Đức Lạng.